# Kémiai elemek periódusos rendszere

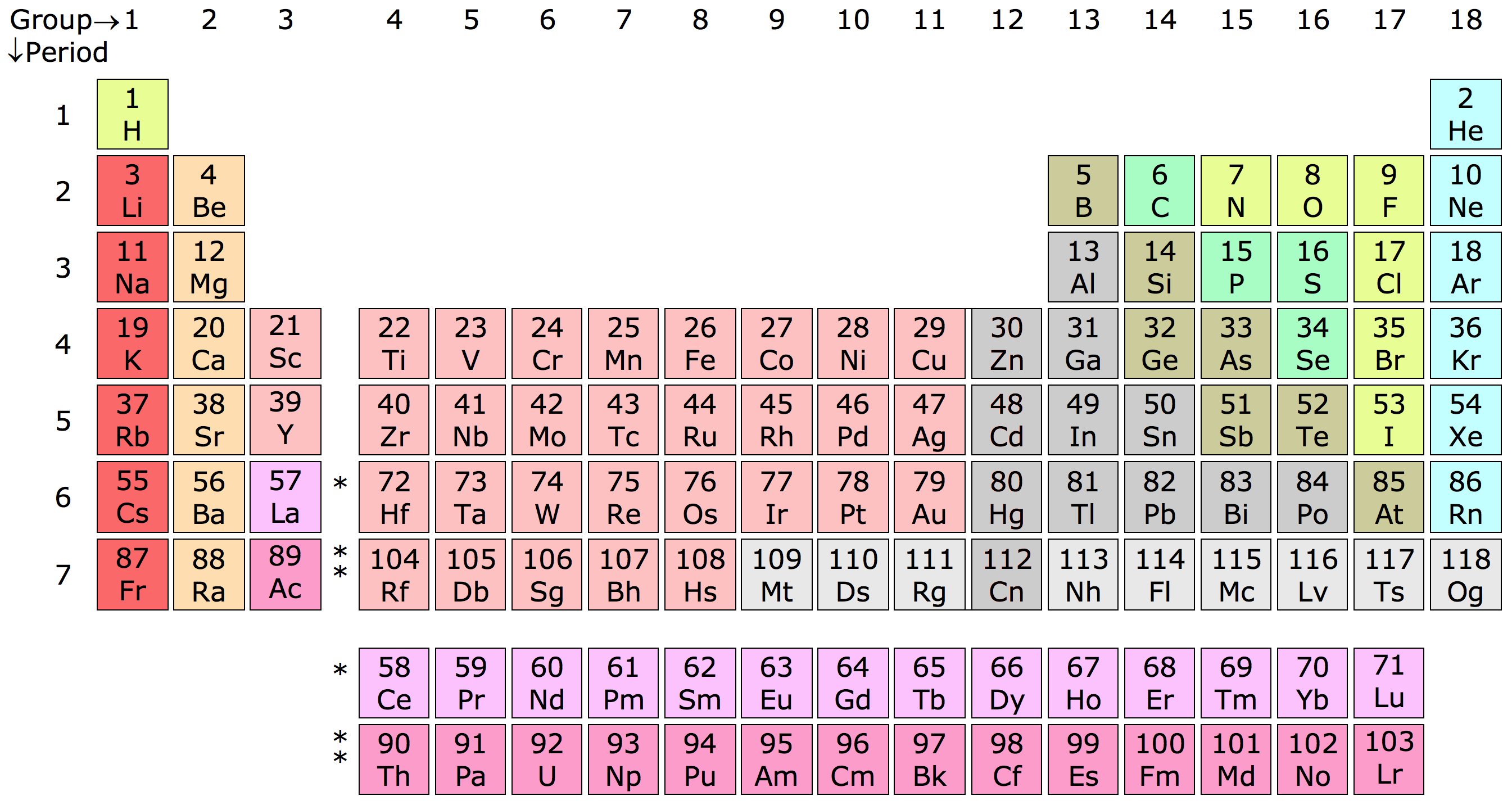
Modern, 18 oszlopos elrendezésű periódusos rendszer

A kémiai elemek periódusos rendszere (másik nevén: Mengyelejev-táblázat) a kémiai elemek egy táblázatos megjelenítése, amelyben az elemek rendszámuk (vagyis protonszámuk), elektronszerkezetük, és ismétlődő kémiai tulajdonságaik alapján vannak elrendezve. Ez az elrendezés jól szemlélteti az elemek periodikusan változó tulajdonságait, mivel a kémiailag hasonlóan viselkedő elemek így gyakran egy oszlopba kerülnek. A táblázat négy téglalap alakú mezőt (s-, p-, d-, f-mező) is tartalmaz amelyeken belül egyes kémiai tulajdonságok hasonlóságokat mutatnak. Általánosságban elmondható, hogy a sorok (periódusok) bal oldalán fémek, a jobb oldalán pedig nemfémek helyezkednek el.
A periódusos rendszer sorait periódusoknak nevezzük, az oszlopokat pedig csoportoknak. Néhány csoportnak a sorszáma mellett saját neve is van, például a 18-as csoportot nemesgázokként, a 17-es csoportot halogénekként is ismerik, de egyes csoportoknál a csoport első tagjából képzett nevet is használják, például széncsoport, nitrogéncsoport. A periódusos rendszer használható az elemek tulajdonságai közti kapcsolatok levezetésére, de akár még fel nem fedezett elemek tulajdonságait is meg lehet jósolni a segítségével. A kémia oktatásában ma általánosan elterjedt a periódusos rendszer használata, a kémiai sajátosságok különböző formáinak az osztályozásához, rendszerezéséhez és összehasonlításához hasznos segédeszköz. A táblázatot széleskörűen használják a kémiában, fizikában, biológiában és az iparban.
Dmitrij Ivanovics Mengyelejev orosz kémikus tette közzé az első szélesebb körben elismert periódusos rendszert 1869-ben. Felismerte, hogy az akkor ismert elemek tulajdonságai a rendszámuk alapján periodikusan váltakoznak. Mengyelejev emellett megjósolta a táblázat akkor még üres helyeire kerülő elemek néhány tulajdonságát. Előrejelzései a kérdéses elemek felfedezése után többnyire beigazolódtak. Mengyelejev periódusos rendszerét azóta új elemek felfedezésével és a kémiai viselkedést leíró újabb modellekkel bővítették és finomították.
Az összes elemet az 1-es rendszámtól kezdve (hidrogén) a 118-asig (oganeszon) bezáróan felfedezték vagy mesterségesen előállították már, és a periódusos rendszer első hét periódusa teljessé vált a nihónium, moszkóvium, tenesszium és oganeszon felfedezésével, amelyet az IUPAC 2015. december 30-án igazolt, hivatalos nevüket pedig 2016. november 28-án kapták meg. Az első 94 elem mindegyike megtalálható a természetben, bár néhányuk csak nyomnyi mennyiségben, és hamarabb állították elő őket laboratóriumban, mint hogy a természetben felfedezték volna őket. A 95–118-as rendszámú elemeket csak laboratóriumokban vagy nukleáris reaktorokban állították elő. Ennél nagyobb rendszámú elemek szintézisére folyamatosan történnek próbálkozások. Számos természetben előforduló elem szintetikus radioizotópját is előállították már laboratóriumokban.

## Áttekintés
A periódusos rendszer mindegyik eleme rendelkezik egy egyedi rendszámmal (Z), amely megmutatja az elem atommagjában található protonok számát. A legtöbb elemnek különböző neutronszámú atomjai fordulnak elő, ezeket izotópoknak nevezzük. Például a szénnek a természetben három izotópja fordul elő: mindegyikük hat protonnal és legtöbbjük hat neutronnal is rendelkezik, de az atomok kb. 1%-ának hét és egy ennél is sokkal kisebb hányadának nyolc neutronja van. Az izotópokat a periódusos rendszer nem különíti el egymástól, hanem együtt, egy elemként ábrázolja őket. A stabil izotóppal egyáltalán nem rendelkező elemek atomtömegének a legstabilabb izotóp atomtömegét veszik, és ezt zárójelben tüntetik fel.
A hagyományos periódusos rendszerben az elemek növekvő rendszám szerint vannak rendezve, és új periódus kezdődik mindig, amikor egy új elektronhéj kezd el kiépülni. A csoportokat az atom elektronkonfigurációja határozza meg: egy adott alhéjon azonos számú elektronnal rendelkező elemek ugyanabba a csoportba kerülnek (például az oxigén és a szelén ugyanabban a csoportban található, mivel mindkét elem külső p-alhéján négy elektron van). Ez alól csak a d-mező kivétel, amelyben a csoportok elemei nem mindig rendelkeznek azonos számú elektronnal az adott alhéjon. A hasonló kémiai tulajdonságokkal bíró elemek általában ugyanabban a csoportban helyezkednek el a periódusos rendszerben, de az f-mezőben és valamennyire a d-mezőben is a megegyező periódusban lévő elemek szintén hasonló kémiai tulajdonságokkal rendelkeznek. Ezáltal viszonylag egyszerű egy elem kémiai tulajdonságait megjósolni, ha a szomszédos elemeinek tulajdonságai ismertek.
2016-ban a periódusos rendszer 118 eleme ismert az 1-es rendszámútól (hidrogén) a 118-as rendszámúig (oganeszon). A 113-as, 115-ös, 117-es és 118-as elemeket az IUPAC hivatalosan 2015 decemberében ismerte el. Javasolt nevüket: nihónium (Nh), moszkóvium (Mc), tenesszium (Ts) és oganeszon (Og) 2016 júniusában jelentette be az IUPAC, hivatalossá pedig 2016 novemberében váltak. Az új elemek javasolt magyar neveit 2019 júliusában jelentette be a Magyar Tudományos Akadémia.
Az első 94 elem megtalálható a természetben, a maradék 24 elemet az ameríciumtól az oganeszonig eddig csak mesterségesen állították elő. A természetben megtalálható 94 elem közül 11 csak a természetes elemek radioaktív bomlási sorában fordul elő. Sem asztáciumot (Z=85), sem az einsteiniumnál (Z=99) nehezebb elemet nem figyeltek meg még makroszkopikus mennyiségben, a franciumról pedig mindössze egy mikroszkopikus minta (300 000 atom) által kibocsátott fény segítségével készítettek fényképet.

## Felépítése

### Csoportok
A csoportok a periódusos rendszer függőleges oszlopai. Egy adott csoport elemeinek jellemzően több hasonló tulajdonságuk van, mint az azonos periódusok, vagy mezők elemeinek. Ezeket a hasonlóságokat az atomszerkezetre vonatkozó modern kvantummechanikai elméletek azzal magyarázzák, hogy az azonos csoportbeli elemek vegyértékelektron-szerkezete megegyezik. Ennek következtében az azonos csoportba tartozó elemek kémiai szempontból hasonlóan viselkednek és tulajdonságaik egyértelmű változást mutatnak az atomtömeg növekedésével. Ugyanakkor a periódusos rendszer egyes részein, például a d-mezőben, vagy az f-mezőben a perióduson belüli hasonlóságok ugyanolyan, vagy még fontosabbak lehetnek.
Nemzetközi elnevezési egyezmény alapján a csoportokat balról jobbra (az alkálifémektől kezdve a nemesgázokig) 1-18-ig terjedő számokkal jelölik. Korábban a csoportokat római számokkal jelölték és I-től VIII-ig számozták őket. A római számok után egy A-betűt írtak, ha az elem az s- vagy p-mezőbe tartozott (ezek az ún. főcsoportok) és B-betűt, ha a d-mezőbe (mellékcsoportok). Ezen kívül még a 8-as, 9-es és 10-es csoportot egy háromszoros méretű csoportnak tekintették VIIIb csoport néven. Az új IUPAC-nevezéktan 1988-ban lépett életbe és azóta helytelenítik a régi elnevezések használatát, bár Magyarországon a régi rendszer használata még mindig elterjedt.
Egyes csoportoknak hétköznapi nevük is van, például a 18-as csoportot nemesgázokként, a 17-es csoportot halogénekként is ismerik, de egyes csoportoknál a csoport első tagjából képzett nevet is használják, például széncsoport, nitrogéncsoport, oxigéncsoport. A 3-10-es csoportok elemei kevesebb hasonlóságot, vagy függőleges tendenciát mutatnak, ezért nincs is köznapi nevük, hanem egyszerűen a sorszámukat, vagy a csoport első eleméből képzett nevet használják rájuk.
Az azonos csoportban lévő elemek atomsugara, ionizációs energiája és elektronegativitása jellegzetes változásokat mutat. A csoporton belül lefelé haladva az atomsugár növekszik, mivel a több betöltött elektronhéj miatt a vegyértékelektronok egyre nagyobb méretű héjra épülnek be. Az ionizációs energia a csoportokon belül csökken, mert az atommagtól távolabb lévő külső elektronokra kisebb magvonzás hat, ezért könnyebben eltávolíthatók. Ugyanezen okból csökken az elektronegativitás is. E szabályszerűség alól kivétel a 11. csoport, ahol az elektronegativitás a csoportban lefelé haladva nő.

### Periódusok
A periódusok a periódusos rendszer vízszintes sorai. Noha az azonos csoportok tagjai általában több hasonlósággal bírnak, mint az azonos periódusok tagjai, de a periódusos rendszer egyes részein a vízszintes trendek a fontosabbak. Ilyen az f-mező, ahol a lantanoidák és az aktinoidák hasonló tulajdonságú elemek két vízszintes sorozatát alkotják.
Az azonos periódusban lévő elemek atomsugara, ionizációs energiája, elektronaffinitása és elektronegativitása többé-kevésbé egyenletesen változik. A periódusban jobbra haladva az atomsugár csökken, mivel a növekvő protonszám miatt az atommag egyre erősebb vonzó hatást gyakorol az elektronokra. Az atomsugár csökkenése miatt az ionizációs energia ugyanakkor balról jobbra haladva növekszik a periódusokon belül. Ennek oka az, hogy minél erősebben vonzza az atommag az elektronokat, azokat annál nehezebb eltávolítani az atomról. Az elektronegativitás is ugyanúgy a növekvő magvonzás miatt növekszik. Az elektronaffinitás szintén növekedést mutat a perióduson belül: a periódus bal oldalán elhelyezkedő fémek jellemzően alacsonyabb elektronaffinitással bírnak, mint a periódus jobb oldalán található nemfémek (a nemesgázok kivételével).

### Mezők

Balról jobbra: s-, f-, d- és p-mezők a periódusos rendszerben

A periódusos rendszer elemeit mezőkbe lehet sorolni (a legtöbb nyelven ezek blokkok) az alapján, hogy az elem „utolsó” elektronja melyik alhéjra épül be, így beszélhetünk s-, p-, d- és f-mezőről. Az s-mező magába foglalja az első két csoportot (az alkálifémeket és alkáliföldfémeket), valamint a hidrogént és a héliumot. A p-mezőbe az utolsó hat csoport elemei tartoznak (13-18-as csoportok, vagy III-VIII. főcsoportok) és más elemek mellett tartalmazza az összes félfémet és nemfémet. A d-mező a 3-12. (vagy IIIb-IIb) csoportokat foglalja magába és tartalmazza az összes átmenetifémet. Az f-mező, melyet helytakarékossági okokból gyakran külön ábrázolnak a periódusos rendszer többi részétől, nem tartalmaz számozott csoportokat és a lantanoidákból és az aktinoidákból áll.

### Fémek, félfémek, nemfémek

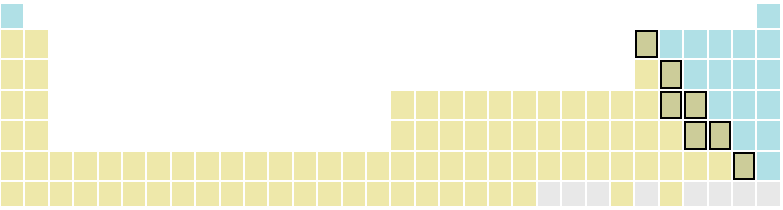
Fémek, félfémek és nemfémek elhelyezkedése a periódusos rendszerben. Egyes elemek besorolása a forrástól függően változó lehet

Közös fizikai és kémiai tulajdonságaik alapján az elemeket három nagyobb csoportra lehet osztani: fémekre, félfémekre és nemfémekre. A fémek jellemzően fénylő, jó elektromos- és hővezető, jól nyújtható és kalapálható, a higany kivételével szilárd anyagok, melyek egymással ötvözeteket, nemfémekkel pedig sószerű ionos vegyületeket képeznek. A nemfémek többsége színes, vagy színtelen, a hőt rosszul vezető szigetelő gáz, amelyek egymással kovalens vegyületeket alkotnak. A fémek elektronleadással könnyedén képeznek kationokat, míg a nemfémek hajlamosak inkább elektronfelvétellel anionná alakulni. A fémek és nemfémek közt helyezkednek el a félfémek, melyek tulajdonságai átmenetet képeznek a két csoport közt, vagy keverékei azoknak.
A fémeket és nemfémeket fel lehet osztani további alcsoportokra, ami a fémes jelleg nemfémes jellegbe való átmenetét mutatja a periódusban balról jobbra haladva. A fémeken belül külön csoportot alkotnak a nagy reakciókészségű alkálifémek, a kevésbé reaktív alkáliföldfémek, lantanoidák és aktinoidák, az átmenetifémek és végül a fizikailag és kémiailag is gyenge másodfajú fémek. A nemfémeket egyszerűen többatomos nemfémekre, kétatomos nemfémekre és nemesgázokra osztják. A többatomos nemfémek, melyek a félfémekhez legközelebb helyezkednek el mutatnak még némi fémes karaktert, míg a kétatomos nemfémek és az egyatomos és szinte teljesen inert nemesgázok már egyáltalán nem. Egyéb speciális csoportosítások is, például a tűzálló fémek, vagy a nemesfémek (mindkét csoport az átmenetifémek egy alcsoportja) is ismertek.
Az elemek közös tulajdonságaik alapján való kategorizálása nem tökéletes. Minden kategóriában tulajdonságok széles spektruma jelenik meg és könnyen lehet ezek határain átfedéseket találni. Például a berilliumot az alkáliföldfémek közé sorolják, de amfoter tulajdonsága és a kovalens vegyületek alkotására való hajlama mind olyan tulajdonságok, melyek inkább a másodfajú fémekre jellemzőek. Az elemek ily módon való kategorizálása legalább 1869-ig nyúlik vissza, amikor Hinrichs leírta, hogy a periódusos rendszerben egyszerű határvonalakkal el lehet különíteni a hasonló tulajdonságú elemeket, például a fémeket és nemfémeket, vagy a gáz halmazállapotú elemeket. Az elemek más alapelvek szerinti besorolása is lehetséges, például geokémiai szempontok alapján a Goldschmidt-féle rendszer, vagy a Szádeczky-Kardoss-féle geokémiai rendszer szerint, vagy esetleg kristályszerkezetük szerint.

## Periodikusan változó tulajdonságok

### Elektronszerkezet

Az elektronhéjak és alhéjak kiépülésének sorrendje a Klechkovsky-szabály alapján

A semleges atomok egy kis méretű, de nagy tömegű, pozitív töltésű, protonokból és neutronokból felépülő atommagból és az ezt körülvevő jóval ritkább, negatív töltésű elektronburokból állnak. Az atommag körül elhelyezkedő elektronokat négy kvantumszám segítségével jellemezhetjük, amelyek meghatározzák az elektron energiáját, térbeli elhelyezkedését és egyéb sajátságokat is. A főkvantumszám (n) megadja az elektron általános energiaszintjét. A szám növekedése az elektron és a mag távolságát is jelzi, ezért azt mondjuk, hogy a különböző főkvantumszámhoz tartozó elektronok különböző elektronhéjon vannak. Az n = 1, 2, 3... értékekhez tartoznak a K, L, M... héjak. A mellékvantumszám (l) a pálya impulzusmomentumát, illetve az elektron töltéseloszlásának az alakját adja meg. Egy elektron l kvantumszámainak értékei a főkvantumszámtól függnek: összesen n értéke lehet az n-1 tartományban, azaz l lehet 0, 1, 2, 3.... A mellékvantumszámok alhéjakat határoznak meg, így az l = 0, 1, 2, 3... értékekhez tartozó elektronokat s, p, d, f... elektronoknak is nevezzük. A mágneses kvantumszám (m) a pálya térbeli irányultságát adja meg, értéke 2l + 1 lehet (0, ±1, ±2...), így az s-elektronoknak csak egyféle beállása lehetséges, a p-elektronoknak viszont már három és így tovább. A negyedik kvantumszámot spinkvantumszámnak nevezik, értéke - ½ és + ½ lehet. Az atomokon belül valamennyi elektron leírható ezzel a négy kvantumszámmal és a Pauli-elv értelmében egy atomban nincs két olyan elektron, melynek mind a négy kvantumszáma megegyezne.

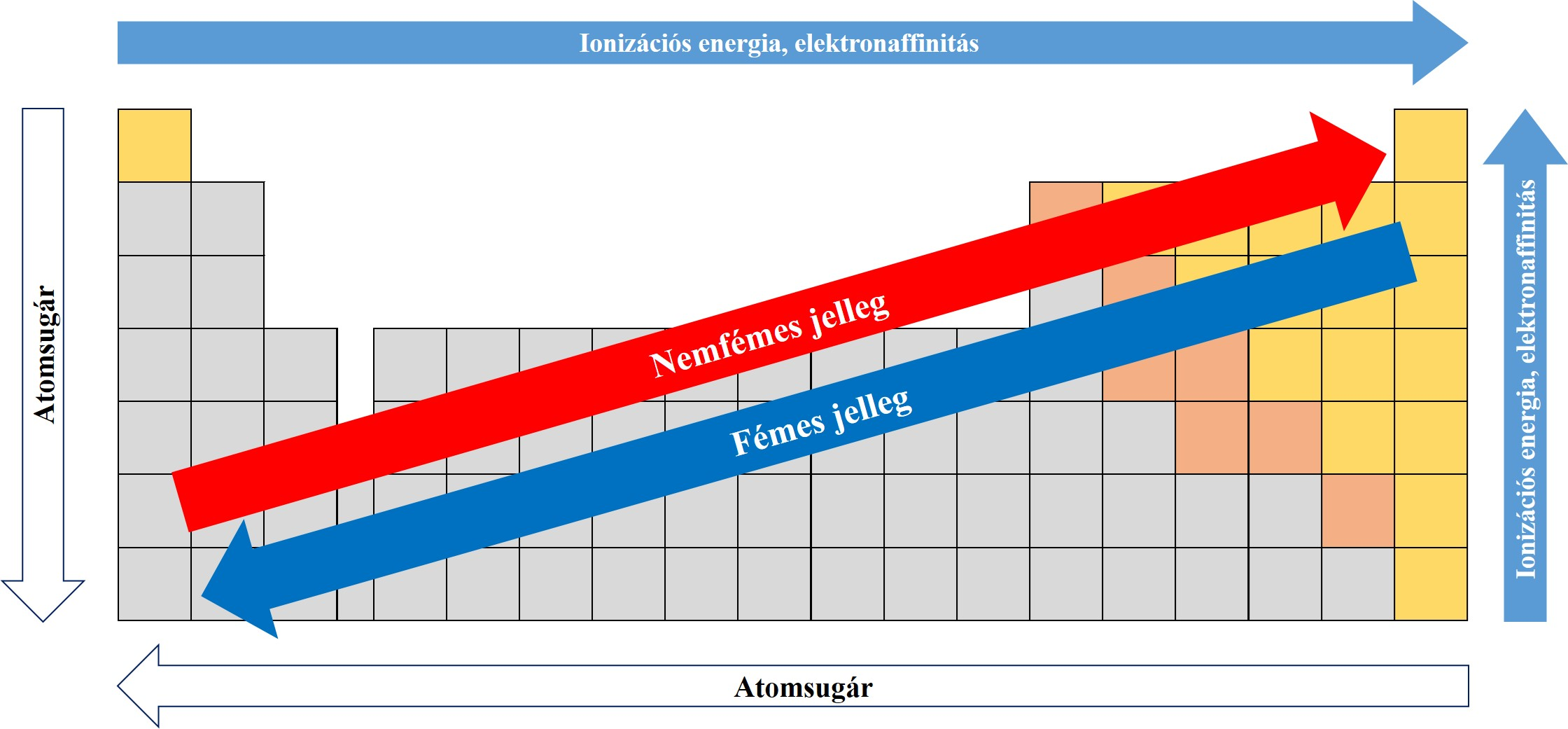
Periodikusan változó tulajdonságok (a nyilak a növekedés irányát mutatják)

Ezek alapján belátható, hogy közvetlen és egyszerű kapcsolat van az atomok elektronszerkezete és a periódusos rendszer formája között. A periódusos rendszer első eleme, a hidrogén egyetlen elektront tartalmaz, elektronkonfigurációja 1s1. Az ezt követő elem, a hélium két elektronnal rendelkezik, elektronszerkezete 1s2, és mivel n=1, l=0, m=0 és ms=±½, így több elektron nem is fér erre a héjra, így a hélium lezárja az első periódust. A továbbiakban is ugyanezen elvek alapján töltődnek fel az elektronok: mindig új periódus kezdődik, ha az elem leglazábban kötött elektronjának főkvantumszáma nő. Általánosan elmondható, hogy az alhéjak az n+l növekvő értékének sorrendjében töltődnek fel és abban az esetben ha két elektron n+l értéke megegyezik,a akkor előbb a kisebb n értékű az erősebben kötött. Így a második periódusban a 2p-alhéj kiépülése miatt már nyolc elektron van, de a 3d-alhéj csak a negyedik periódusban kezd el kiépülni (n+l = 5 a 3d-alhéjnál és 4 a 4s-alhéjnál), a 4f-alhéj pedig csak a hatodik periódusban. A periódusos rendszer elrendezéséből adódóan az azonos oszlopban (csoportban) lévő elemek legkülső héján, vagyis a vegyértékhéján lévő elektronok száma megegyezik.
Minthogy az elemek tulajdonságait legnagyobbrészt az elektronszerkezete határozza meg, az elemek tulajdonságai visszatérő mintázatot, vagyis periodicitást mutatnak, melyek némelyikét (atomsugár, ionizációs energia és elektronaffinitás) a lentebbi diagramok szemléltetik. A tulajdonságok e periodicitása vezetett az első periódusos rendszerek megalkotásához.

### Atomsugár

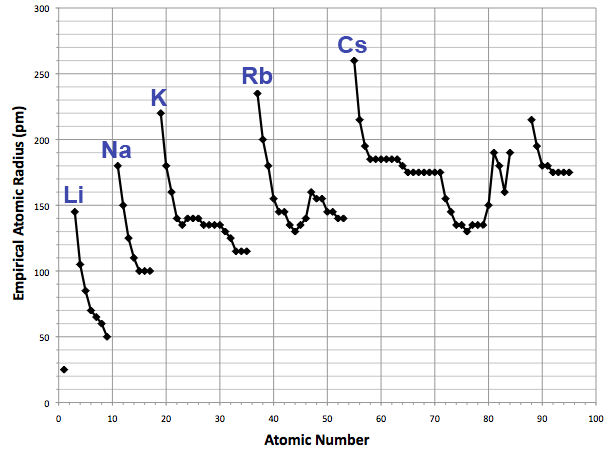
Elemek atomsugara a rendszám függvényében

Az atomsugár kiszámíthatóan és jól magyarázható módon változik a periódusos rendszerben. Az elemek atomsugara a periódusokban a rendszám növekedésével az alkálifémektől kezdve a nemesgázokig általánosan csökken, a csoportokon belül pedig nő. A periódusokon belüli csökkenés oka az, hogy a növekvő protonszám miatt az atommag egyre erősebb vonzó hatást gyakorol az elektronokra, a csoportokon belüli növekedést pedig az okozza, hogy a vegyértékelektronok egyre nagyobb méretű héjra épülnek be. Az atomok sugara drasztikusan nő a periódusok végén lévő nemesgázok és a következő periódus elején lévő alkálifémek között.
A 4f-alhéj elektronjai, melyek a cériumtól (58-as rendszámú elem) az itterbiumig (70-es rendszámú elem) töltődnek fel, képtelenek a növekvő magtöltést hatékonyan árnyékolni. A lantanoidákat közvetlenül követő elemek atomsugara lényegesen kisebb a várhatónál, és majdnem megegyezik a felettük lévő elemek atomsugarával. Ennélfogva a hafniumnak gyakorlatilag megegyezik az atomsugara (és a kémiai tulajdonságai) a cirkóniuméval, hasonlóan a tantál atomsugara is közel azonos a nióbiuméval és így tovább. Ezt a jelenséget lantanoidakontrakciónak nevezik. A lantanoidakontrakció hatása a platináig figyelhető meg, ez után az inert pár effektusként ismert relativisztikus hatás elfedi azt. Egy hasonló jelenség, a d-mező kontrakciója figyelhető meg a d-mező és p-mező elemei közt, de ennek a hatása kevésbé hangsúlyos.

### Ionizációs energia

Az első ionizációs energia változása a periódusos rendszerben: minimuma minden periódusban a periódus elején az alkálifémeknél, maximuma a periódus végén a nemesgázoknál van

Az első ionizációs energia a semleges atomról egy elektron eltávolításához szükséges energia, a második ionizációs energia egy második elektron eltávolításához szükséges energia és így tovább. Egy adott atomnál az egymást követő ionizációs energiák értéke mindig nagyobb az előzőnél, például a magnézium első ionizációs energiája 738 kJ/mol, a második pedig 1450 kJ/mol. Ez abból következik, hogy a második elektront már egy pozitív töltésű ionról kell leszakítani és ez mindig nagyobb energiát igényel, mint ha semleges atomról kellene eltávolítani. Nagy ugrás történik az egymást követő ionizációs energiák értékében, ha az elektront nemesgáz-szerkezetű ionról kell eltávolítani. Ismét a magnézium példáján szemléltetve: az első két ionizációs energia megfelel a két 3s elektron eltávolításához szükséges energiának, így a harmadik ionizációs energia jelentősen nagyobb, 7730 kJ/mol, mivel a harmadik elektront a nagyon stabil neonhoz hasonló elektronszerkezetű Mg2+-ionról kell leszakítani.
Az ionizációs energia változására periodicitás jellemző. A periódusokon belül a rendszám növekedésével növekvő magvonzás egyre nehezebbé teszi az elektronok leszakítását, ezért a periódusokon belül az ionizációs energia tendenciaszerűen nő. A csoportokon belül a rendszám növekedésével az ionizációs energia viszont csökken, mivel a külső elektronok egyre távolabbi héjakon helyezkednek el, ahol egyre kisebb magtöltés hat rájuk és ezért egyre könnyebben leszakíthatók. A periódusokon belül az ionizációs energia növekedése nem teljesen monoton. Például a III. főcsoportbeli bór első ionizációs energiája alacsonyabb az előtte lévő II. főcsoportbeli berillium első ionizációs energiájánál. Ennek oka az, hogy a bór legkülső elektronja az s-alhéjnál valamivel magasabb energiaszintű p-alhéjra kerül, ahonnan így könnyebben leszakítható. Hasonló csökkenés figyelhető meg a VI. főcsoportban, ahol a legkönnyebben leszakítható elektron ellentétes spinnel épül be az egyik p-pályára, ahonnan a másik elektronnal kialakuló elektrosztatikus taszítóerő könnyíti meg a leszakítást.

### Elektronegativitás

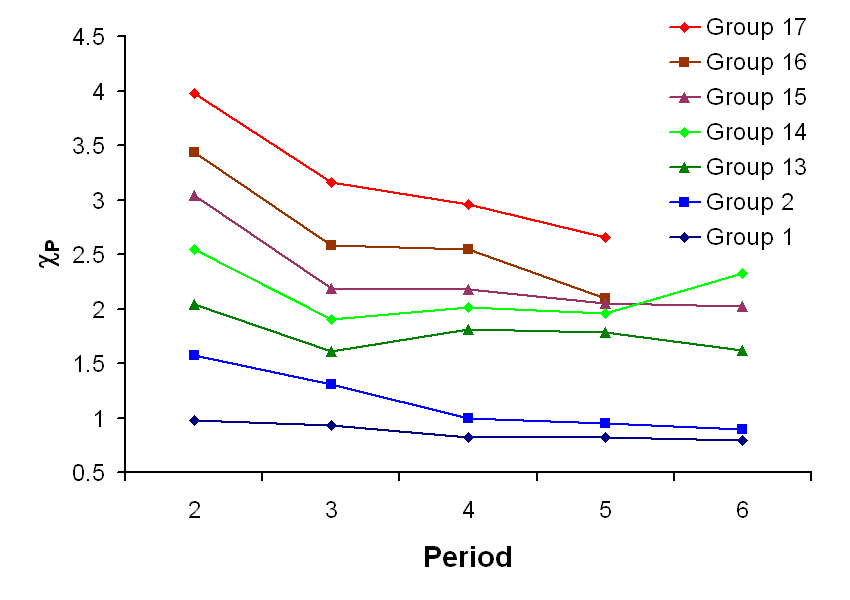
A diagram az egymást követő csoportok közötti növekvő elektronegativitást, illetve az elektronegativitás csoportokon belüli változásait szemlélteti

Az elektronegativitás az egyes atomok elektronvonzó képességét fejezi ki. Az atomok elektronegativitása függ a rendszámtól és a vegyértékelektronok magtól való távolságától. Minél nagyobb egy elem elektronegativitása, annál jobban vonzza az elektronokat. Az elektronegativitás fogalmának bevezetését először Linus Pauling javasolta 1932-ben. Az elektronegativitás a periódusos rendszeren belül általánosságban balról jobbra és lentről felfelé növekszik. Így a fluor a legnagyobb és a cézium a legkisebb elektronegativitású, legalábbis azon elemek közül, melyekről pontos adatok elérhetők.
Ezen általános szabály alól van néhány kivétel. A gallium és germánium elektronegativitása például nagyobb, mint a fölöttük elhelyezkedő alumínium és szilícium elektronegativitása a d-mező-kontrakció miatt. A negyedik periódus közvetlenül az átmenetifémek utáni elemeinek szokatlanul kicsi az atomsugara, mivel a 3d-elektronok nem árnyékolják hatékonyan az atommag növekvő töltését és a kisebb atomméretek összefüggésben állnak a nagyobb elektronegativitással.

### Elektronaffinitás

Az elektronaffinitás változása a rendszám függvényében. Az elektronaffinitás értéke általánosan növekszik minden periódusban és a halogéneknél éri el a tetőpontját, mielőtt meredeken csökken a nemesgázoknál. Lokális maximumok figyelhetők meg a hidrogénnél, az alkálifémeknél és a 11. csoport elemeinél, amelyeket az s-alhéj betöltődésekor stabilizálódó szerkezet okoz (az arany 6s-alhéját relativisztikus hatások és a teljesen betöltött 4f-alhéj jelenléte tovább stabilizálja). Lokális minimumokat az alkáliföldfémeknél, a nitrogénnél, foszfornál, mangánnál és réniumnál lehet megfigyelni, ezekért a betöltött s-alhéjak, vagy a félig betöltött p-, vagy d-alhéjak a felelősek.

Egy atom elektronaffinitása azt az energiamennyiséget jelenti, ami akkor szabadul fel, ha a semleges atom egy elektron felvételével negatív töltésű ionná alakul. Általánosságban a nemfémek pozitívabb elektronaffinitással bírnak, mint a fémek. Az elemek közül a klórnak a legnagyobb és a higanynak a legkisebb az elektronaffinitása. Az elektronaffinitás a periódusokon belül általánosan növekszik, értéke minden periódusban a halogéneknél a legnagyobb, ugyanis ezeknél az elemeknél egy elektron felvételével stabilis nemesgázszerkezet alakul ki, és ez nagy energiafelszabadulással jár.
A csoportokon belül lefelé haladva csökkenő elektronaffinitás lenne várható. A plusz elektron az atommagtól egyre távolabbi elektronhéjra lépne be, így a rá ható magvonzás is egyre kisebb lenne és ezért kevesebb energia szabadulna fel a hozzáadásakor. Ezzel szemben az elemek közel egyharmada rendellenesen viselkedik abban az értelemben, hogy a nehezebb elemek nagyobb elektronaffinitással bírnak, mint a náluk könnyebb csoporttársaik. Ezért nagyrészt a d- és f-elektronok gyenge árnyékoló hatása a felelős. A csoportok közül egyedül az alkálifémeknél figyelhető meg az egész csoportra kiterjedő egyenletes csökkenés.

### Fémes jelleg
Minél alacsonyabb az ionizációs energia, elektronegativitás és elektronaffinitás értéke, annál inkább fémes jellegű az adott elem. Ugyanezen értékek növekedésével a nemfémes jelleg erősödik. A tulajdonságok periodikus változásából következően a fémes karakter a csoportokon belül nő, a periódusokon belül pedig általánosan csökken, néhány szabálytalansággal amit főként a d- és f-elektronok gyenge árnyékolóképessége, valamint relativisztikus hatások okoznak. Így a legfémesebb elemek (mint a cézium és a francium) a periódusos rendszer bal alsó sarkában, a leginkább nemfémes jellegű elemek (oxigén, fluor és klór), pedig a jobb felső részén találhatóak. A függőleges és vízszintes változások kombinációja magyarázatul szolgál az egyes periódusos rendszerben megjelenő, fémek és nemfémek közti lépcsőzetes határvonalra, illetve az ezen vonal mentén található elemek félfémek közé való sorolásának gyakorlatára.

## A periódusos rendszer története

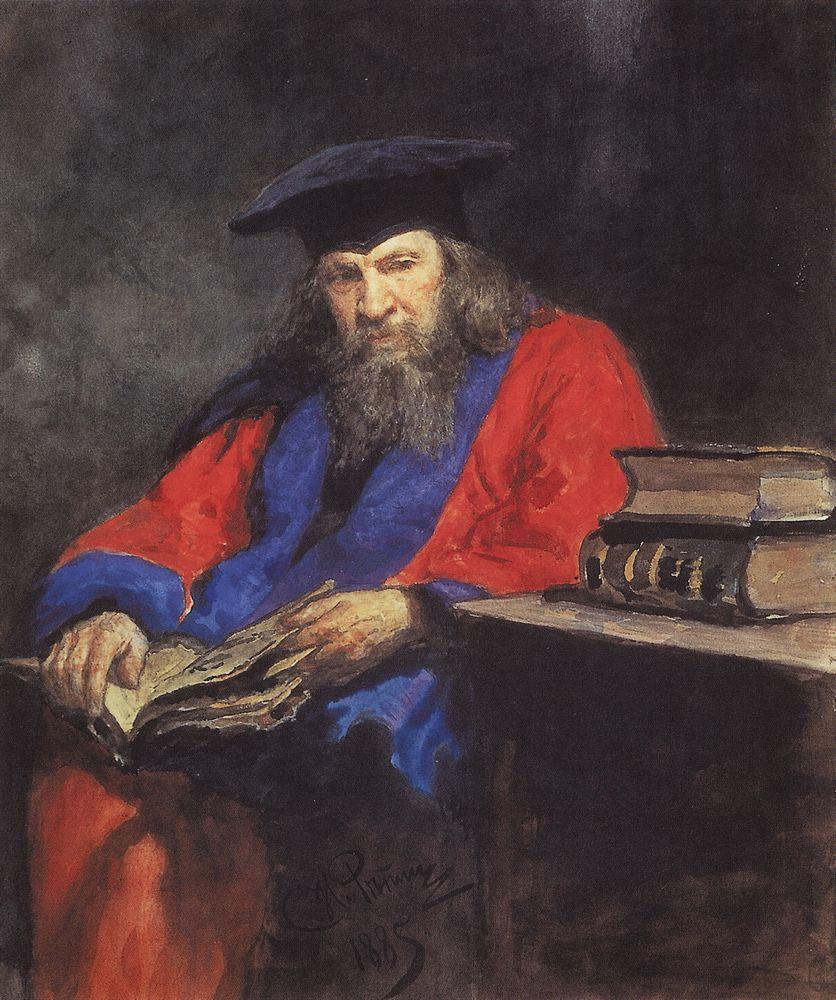
Dmitrij Ivanovics Mengyelejev, Ilja Jefimovics Repin világhírű festménye. Mengyelejev táblázatában kihagyta az akkor még ismeretlen elemek helyét

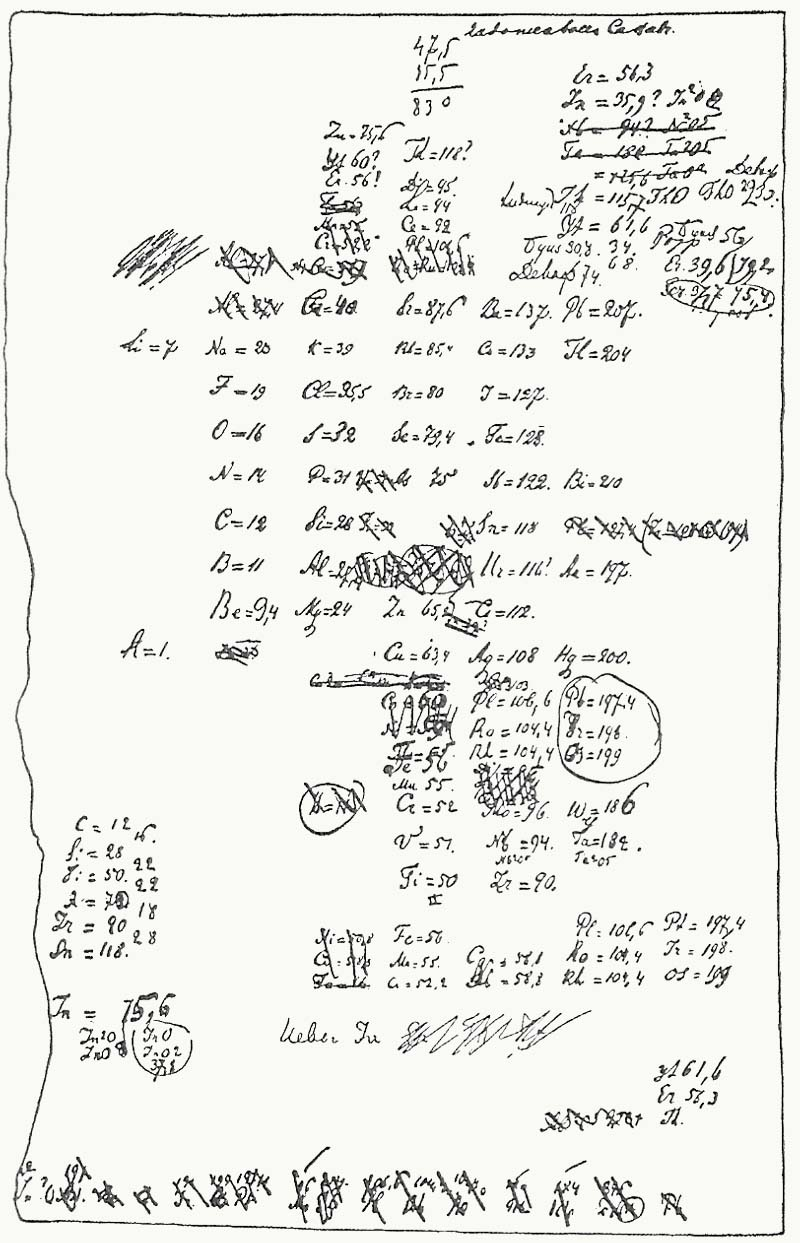
Mengyelejev első kéziratos táblázata

Az eredeti táblázatot a szubatomi részecskék felfedezése és az atomszerkezetről alkotott jelenlegi kvantummechanikai elméletek kidolgozása előtt állították össze. Ha az elemeket atomtömegük szerint sorrendbe állítjuk, és bizonyos tulajdonságokat megvizsgáljuk, felfedezhető ismétlődés, „periodicitás” a növekvő atomtömeg mentén. Az első tudós, aki ezt felismerte
a német kémikus, Johann Wolfgang Döbereiner volt, aki 1828-ban felfedezett egy pár, hasonló elemekből álló triádot:
| Elem      | Atomtömeg (g/mol) | Sűrűség (g/cm³) | Hányados (cm³/mol) |
| --------- | ----------------- | --------------- | ------------------ |
| klór      | 35,453            | 0,003214        | 11030              |
| bróm      | 79,904            | 3,12            | 25,6               |
| jód       | 126,904 47        | 4,93            | 25,7               |
|           |                   |                 |                    |
| kalcium   | 40,078            | 1,55            | 26,0               |
| stroncium | 87,62             | 2,54            | 33,2               |
| bárium    | 137,327           | 3,59            | 38,2               |

1829-ben Döbereiner felállította a triádok törvényét: a triád középső elemének atomtömege a két másik számtani közepe volt. Újabb tudósok a triádokon túlmutató kémiai összefüggéseket fedeztek fel: a fluor bekerült a klór, bróm és jód mellé; a kén, oxigén, szelén és tellúr egy családba kerültek; a nitrogén, foszfor, arzén, antimon és bizmut pedig egy újabb csoportot alkotott.
1858-ban Stanislao Cannizzaro rövid cikket írt, melyben világosan leírja a különbséget elem és molekula között. 
Ez alapján az 1860-as évek elején John Newlands és Alexandre-Emile Béguyer de Chancourtois rájött, hogy ha az elemeket az atomtömegük szerint sorba rakjuk, akkor a kémiai tulajdonságaikban szabályosság figyelhető meg.
Illetve, ha az elemeket növekvő atomtömeg szerint sorrendbe állítjuk, akkor minden nyolcadik hasonló fizikai és kémiai sajátosságokat mutat, amit a zenei oktávokhoz hasonlított. Bár sok esetben ez jól működött, az oktávok két ok miatt bizonyultak hibásnak:
- A kalciumnál nagyobb atomtömegű elemekre nem volt igaz
- Miután több elemet (például a héliumot, neont, argont) felfedeztek, az új elemek nem fértek bele a táblázatba.

Végül 1869-ben az orosz kémiaprofesszor, Mengyelejev, és négy hónappal később a német Julius Lothar Meyer egymástól függetlenül készítették el az első periódusos rendszert, melyben az elemeket tömegük szerint rakták sorba. Azonban Mengyelejev néhány elemet a sorrendtől eltérően helyezett el, hogy a tulajdonságaik jobban igazodjanak a szomszédjaikhoz, kijavította néhány elem atomtömegét, és megjósolta a táblázat még akkor üres helyeire kerülő elemek felfedezését, és azok tulajdonságait. A rendszer helyességét megerősítette 1875-ben a gallium, 1879-ben a szkandium, 1886-ban a germánium felfedezése, mert ezek az elemek a megjósolt tulajdonságokat mutatták. Mengyelejevet a 19. század végén, a 20. század elején az elemek elektronszerkezetének felfedezése igazolta.

## Fordítás
- Ez a szócikk részben vagy egészben  a   Periodic table című angol Wikipédia-szócikk ezen változatának fordításán alapul.  Az eredeti cikk szerkesztőit annak laptörténete sorolja fel. Ez a jelzés csupán a megfogalmazás eredetét és a szerzői jogokat jelzi, nem szolgál a cikkben szereplő információk forrásmegjelöléseként.